# نوتشمن
نوتشمن (بالفارسية: نوچمن) هي قرية تقع في قسم روشن‌آباد الريفي في إيران. يقدر عدد سكانها بـ 1,000 نسمة .